# Symplocos adenopus
Symplocos adenopus är en tvåhjärtbladig växtart som beskrevs av Henry Fletcher Hance. Symplocos adenopus ingår i släktet Symplocos och familjen Symplocaceae. Inga underarter finns listade i Catalogue of Life.